# ミラン・テペシュ
ミラン・テペシュ（Miran Tepeš、1961年4月25日 - ）は、スロベニア出身の元スキージャンプ選手で現在はFIS（国際スキー連盟）から試合の際に派遣される競技役員（アシスタントレースディレクターAssistant Race Director）を務めている。
ユーゴスラビア代表として出場した1988年カルガリーオリンピックで団体戦銀メダルを獲得している。

## プロフィール
1978/79年シーズンのスキージャンプ週間で国際大会デビューを果たし、1980年のレークプラシッドオリンピックでは70m級44位、90m級40位、1984年のサラエボオリンピックでも70m級27位、90m級45位、団体5位と目立った成績ではなかったが、1988年、自身3度目のオリンピックとなるカルガリーで70m級4位、90m級10位、そして団体戦で念願の銀メダルを獲得した。
ノルディックスキー世界選手権は1980年レークプラシッド（アメリカ、オリンピックを兼ねていた）から1982年オスロ（ノルウェー）、1984年サラエヴォ（ユーゴスラビア、オリンピックを兼ねていたが団体戦のみスイスのエンゲルベルクで実施）、1985年ゼーフェルト（オーストリア）、1987年オーベルストドルフ（西ドイツ）、1989年ラハティ（フィンランド）1991年ヴァル・ディ・フィエンメ（イタリア）と7回出場、（オリンピックを除けば）1987年に70m級で12位になったのが最高位である。
スキージャンプ・ワールドカップにも長年出場したが優勝経験はなく、2位が通算6回（3位が通算2回）ある。1987年1月24日と25日に札幌（日本）で行われた試合では2戦連続2位であった。総合では1986/87シーズンの4位が最高である。
テペシュには2人の子供がいるがいずれもスキージャンパーである。
長男のユーリ・テペシュ（Jurij Tepeš、1989年2月14日 - ）はリュブリャナ生まれ、2005年のノルディックスキージュニア世界選手権で個人戦銅メダルを獲得するなどしている。
長女のアニヤ・テペシュ（Anja Tepeš、1991年2月27日 - ）はリュブリャナ生まれ、2005年からスロベニアの女子ナショナルチームに加わっており、コンチネンタルカップに参戦している。